# このはな幼稚園
このはな幼稚園（英語：Konohana Kindergarten 旧名： Konohana Gakuin Kindergarten）はシンガポールにある日本人向けの幼稚園。日本人向けの幼稚園としては1989年に開園したシンガポール日本人幼稚園に次いで2園目。1998年にシンガポール政府教育省の認可を受け開校された。学校法人此花学院の海外事業である、Konohana International Pte Ltd を経営母体として始めた。総合幼児教育研究会の加盟園であり、同研究会の手法を採り入れた幼稚園教育を行っている。また開園当初より和英の２言語でのイマージョン教育を採用している。